# Savignac-de-Miremont
Savignac-de-Miremont là một xã, nằm ở tỉnh Dordogne vùng Aquitaine của Pháp. Xã này có diện tích 7,62 kilômét vuông, dân số năm 2010 là 160 người. Xã nằm ở khu vực có độ cao trung bình 144 m trên mực nước biển.

## Thông tin nhân khẩu
| Năm    | 1962 | 1968 | 1975 | 1982 | 1990 | 1999 | 2006 | 2010 |
| ------ | ---- | ---- | ---- | ---- | ---- | ---- | ---- | ---- |
| Dân số | 150  | 125  | 107  | 108  | 107  | 95   | 136  | 160  |